# Musée Pierre-Corneille (Petit-Couronne)
Pour les articles homonymes, voir Musée Pierre-Corneille.
Le musée Pierre-Corneille est un musée consacré à l'écrivain Pierre Corneille, situé à Petit-Couronne, près de Rouen. Manoir typiquement normand avec ses pans de bois et son essentage d'ardoise, il a servi de « maison des champs » au dramaturge.

## Histoire
Le manoir, « une masure ainsi bastie d'une maison manante, grange, estables et fournil », a été acheté par le père de Pierre Corneille le 7 juin 1608 avec les vastes terres (24 ha de prairies, labours, bois-taillis) qui en dépendent. Servant de « maison des champs » (terme pour désigner une résidence secondaire à l'époque), le manoir aurait été découvert par le père de Pierre Corneille « maître particulier des Eaux et Forêts du bailliage de Rouen » au cours d'une enquête dans la forêt de La Londe-Rouvray et aurait permis d'éloigner les enfants de la ville (notamment de Pierre enfant faible et débile) et de ses épidémies mais il n'en est rien : il s'agit d'un achat pour régler les hypothèques d'un oncle sur cette propriété. Le père du dramaturge pensait à tort que la location des terres assurerait également à chacun de ses sept enfants une rente confortable. L'écrivain en hérite en mars 1639 et son fils aîné le revend en 1686. Le manoir reste une propriété privée durant deux siècles. Il appartient depuis 1874 au conseil général de la Seine-Maritime qui entreprend des travaux de restauration jusqu'en 1879 et est placé sous la responsabilité du musée départemental des antiquités.
Il fait l’objet d’un classement au titre des monuments historiques depuis le 13 février 1939.

## Conservateurs
- Charles Maillet du Boullay
- Henri Labrosse